# Pangio atactos
Pangio atactos es una especie de pez de la familia Cobitidae en el orden de los Cypriniformes.